# Großer Karpfensee
Der Große Karpfensee ist ein zu den Uckermärkischen Seen gehörender Binnensee im Gemeindegebiet von Boitzenburger Land. Nächstliegender Ort ist das ein Kilometer entfernte Conow.
Der See befindet sich südlich von Fürstenwerder im Naturpark Uckermärkische Seen im Landkreis Uckermark, Brandenburg an Landesgrenze zu Mecklenburg-Vorpommern, in welches er hineinragt. Er hat eine maximale Länge von rund 1,3 Kilometern und eine maximale Breite von etwa 300 Metern. Das Gewässer ist ein glazialer Zungenbeckensee und während der Weichseleiszeit entstanden.
Die Umgebung des Sees ist recht hügelig und wird landwirtschaftlich genutzt. Am gesamten Seeufer befindet sich ein mehr oder weniger breiter Waldsaum.